# Джеймс Мейсън
Джеймс Мейсън (на английски: James Mason) е британски актьор, продуцент и режисьор.

## Биография
Роден е на 15 май 1909 г. в Хъдърсфийлд, Великобритания, най-малкият от тримата синове на Джон Мейсън и Мейбъл Хатърсли, дъщеря на Дж. Шоу Гонт.  Джон Мейсън е заможен търговец на вълна като собствения си баща, бизнесът му го кара да пътува, главно във Франция и Белгия; Мейбъл е „необичайно добре образована“ и живяла в Лондон, за да учи и да започне работа като художник, преди да се завърне в Йоркшир, за да се грижи за баща си, беше „внимателна и любяща“ при отглеждането на синовете си. 
Джеймс Мейсън е получил образование в колежа „Малборо“ и печели първа степен по архитектура в Питърхаус, Кеймбридж, където в свободното си време се включва в участия на театрални компании. Мейсън не е имал официално обучение по актьорско майсторство и първоначално се е впуснал в него за забавление.

### Кариера
Мейсън е смятан за един от най-великите филмови актьори на 20 век. Той постига значителен успех в британското кино, преди да стане една от най-големите звезди на Холивуд. Той е най-популярният актьор в Обединеното кралство през 1944 и 1945 г. Участието му в абележителните филми „Седмата завеса“ (The Seventh Veil, 1945) и „Злата дама“ (The Wicked Lady, 1945). Той участва в (Odd Man Out, 1947), първият британски филм получил наградата BAFTA за най-добър филм.
Участва в редица успешни британски и американски филми от 1950-те до началото на 1980-те години, включително „Пустинната лисица“, „Роди се звезда“, „20 000 левги под водата“, „Лолита“, „Север-северозапад“, „Пътешествие до центъра на Земята“, „Повече от живота“, „Юлий Цезар“, „Раят може да почака“, „Момчетата от Бразилия“ и „Присъдата“.
Мейсън е номиниран за три награди „Оскар“, три „Златен глобус“ (печели „Златен глобус“ през 1955 г. за ролята в „Роди се звезда“) и две награди БАФТА през цялата си кариера.

### Смърт
Мейсън е оцелял след тежък инфаркт през 1959 г.  Умира в резултат на нов сърдечен удар на 27 юли 1984 г. в Лозана, Швейцария  и е кремиран.
Оставя цялото си имущество на втората си съпруга Клариса Кей, но завещанието му било оспорено от двете му деца. Делото не е приключило, когато тя почива на 21 юли 1994 г. от рак.  Клариса Кей Мейсън оставя притежанията си на религиозния гуру Сатя Сай Баба, включително пепелта на актьора, която бе задържала в техния общ дом. Децата на Мейсън съдят Сай Баба и впоследствие прахът на Мейсън е погребан в Корсие-сюр-Веве, Во, Швейцария.  Останките на приятеля на Мейсън Чарли Чаплин се намират в гробница на няколко крачки.

## Избрана филмография
| Година | Филм                             | Оригинално заглавие                | Роля                       | Режисьор         |
| ------ | -------------------------------- | ---------------------------------- | -------------------------- | ---------------- |
| 1952   | Пет пръста                       | 5 Fingers                          | Юлисес Диело               | Джоузеф Манкевич |
| 1954   | Роди се звезда                   | A Star is Born                     | Норман Мейн                | Джордж Кюкор     |
| 1959   | Север-северозапад                | North by Northwest                 | Филип Вандам               | Алфред Хичкок    |
| 1959   | Пътешествие до центъра на Земята | Journey to the Center of the Earth | професор Оливър Линденбрук | Хенри Ливайн     |
| 1962   | Лолита                           | Lolita                             | Хумберт Хумберт            | Стенли Кубрик    |
| 1977   | Исус от Назарет                  | Jesus of Nazareth                  | Йосиф Арамафейски          | Франко Дзефирели |
| 1978   | Раят може да почака              | Heaven Can Wait                    | Г-н Джордан                | Уорън Бейти      |
| 1978   | Момчетата от Бразилия            | The Boys from Brazil               | Едуард Зайберт             | Франклин Шафнър  |